# Wiener Internationale Postwertzeichen Ausstellung
La Wipa (Wiener Internationale Postwertzeichen-Ausstellung) è una rassegna filatelica internazionale che si svolge a Vienna con cadenza non regolare.
La prima edizione si tenne nel 1881 nel palazzo della Società di Orticoltura sul Parkring ed aveva come oggetto l'esposizione di francobolli provenienti da tutto il mondo. In quel periodo infatti mostre di questo tipo suscitavano grande fascino e, data la relativamente ancora ridotta diffusione del francobollo nel mondo, le collezioni degli appassionati erano ancora di tipo non specialistico.
Una seconda edizione si tenne nel 1933, quando occupò tre sedi: Secession, Künstlerhaus e Militärcasino. Le edizioni del 1965 e del 1981 furono quelle con il più alto numero di espositori, con 5000 e 5800 quadri filatelici in mostra nel Messepalast.
Nel 2000 gli organizzatori scelsero un ridimensionamento della mostra, che ospitò 2700 quadri nell'Austria Center, dove accorsero 60.000 visitatori in quattro giorni. L'ultima edizione si è tenuta nel 2008, con 472 espositori, 2435 quadri, 24 società filateliche e 87 operatori commerciali e 43 amministrazioni postali, fra cui Italia, Vaticano e San Marino.
La vittoria nel Gran Premio 2008 è andata all'italiano Ottavio Masi, con una collezione Lombardo-Veneto 1850-1866.